# Festival Eurovisão de Jovens Dançarinos 2013
O Festival Eurovisão de Jovens Dançarinos 2013 (em inglês: Eurovision Young Dancers 2013 e em polaco: Konkurs Eurowizji dla Młodych Tancerzy 2013)  foi o décimo-terceiro Festival Eurovisão de Jovens Dançarinos e realizou-se a 14 de Junho de 2013, em Gdańsk. Tomasz Kammel foi o apresentador do evento, que foi ganho por Sedrig Verwoert representando os Países Baixos.
O evento é destinado a jovens bailarinos com idades entre 16 e 21 anos, competindo em danças modernas, seja sozinho ou em pares, enquanto eles não se dedicarem profissionalmente á dança.
As empresas de radiodifusão, para EYD deste ano são: TVP (Polónia), AMRTV (Arménia), BTRC (Bielorrússia), ČT (República Checa), WDR (Alemanha), NTR (Países Baixos), NRK (Noruega), RTVSLO (Eslovénia), a SVT (Suécia) e NTU (Ucrânia). Para a Bielorrússia, esta foi a sua primeira vez na competição. O número total de participantes é 10, o mesmo que em 2011.

## Local
O Festival Eurovisão de Jovens Dançarinos 2013 ocorreu em Gdańsk, na Polónia. O local destinado para o festival foi o Baltic Opera House.
Gdańsk (em língua alemã "Danzig", em cassubiano Gduńsk) é uma cidade polaca, na província de Pomerânia. Localiza-se na foz do Vístula. Tem cerca de 460 mil habitantes. Designou-se Danzig (aportuguesado para Danzigue) durante o domínio alemão entre 1793 e 1945. Gdańsk está inserida no núcleo de Trójmiasto (Três Cidades), área urbana de mais de um milhão de habitantes que também abrange Gdynia e Sopot.

## Formato
O formato é composto por bailarinos que são não-profissionais e entre as idades de 16-21, competindo em uma performance de rotinas de dança da sua escolha, o que eles têm preparado com antecedência da competição. Todas as atuações, em seguida, fazem parte de um grupo de dança coreografada durante 'Jovens Dançarinos Week'.
Os membros do júri de um aspecto profissional e que representa os elementos de ballet, contemporâneo, e estilos de dança modernos, marca cada uma das coreografias concorrentes individuais e em grupo. Uma vez que todos os votos do júri foram contados, os dois participantes que receberam o maior total de pontos passam para uma ronda final. A ronda final consiste num "duelo" de 90 segundos, em que cada um dos finalistas executa uma coreografia de 45 segundos aleatória rotina de dança-off. O grande vencedor após a conclusão das danças finais é escolhido pelos membros do júri profissional.

## Painel de Jurados
O júri desta edição que foi responsável pela escolha do vencedor foi composto por:
- Krzysztof Pastor
- Nadia Espiritu
- Cameron McMillan

## Participações confirmadas
Tal como na edição de 2011, 10 países participaram no concurso deste ano, embora a EBU inicialmente alegou que, devido ao grande interesse de várias televisões, o número de participantes poderia ter se tornado 14 países. A Bielorrússia participa pela primeira vez; enquanto a Arménia se estreou na final (em 2003 o país fez a sua estreia, mas tem até o fim, como nas edições anteriores é realizado pela primeira vez uma rodada de semifinais para a qualificação para a Grande Final) e a República Checa e Ucrâniaregressam depois de um interregno.
| País            | Participante(s)                                  | Coreógrafo(s)                  | Processo                   | Data da Selecção        |
| País            | Dança                                            | Coreógrafo(s)                  | Processo                   | Data da Selecção        |
| --------------- | ------------------------------------------------ | ------------------------------ | -------------------------- | ----------------------- |
| Alemanha        | Felix Berning                                    | Felix Landerer & Felix Berning | Seleção Interna            | 16 de Março de 2013     |
| Alemanha        | Home                                             | Felix Landerer & Felix Berning | Seleção Interna            | 16 de Março de 2013     |
| Arménia         | Vahagn Margaryan                                 | Arsen Mehrabyan                | Final Nacional             | 23 de Fevereiro de 2013 |
| Arménia         | Blind Alley                                      | Arsen Mehrabyan                | Final Nacional             | 23 de Fevereiro de 2013 |
| Bielorrússia    | Yana Shtangey                                    | Marius Petipa                  | Seleção Interna            | 14 de Março de 2013     |
| Bielorrússia    | La Esmeralda                                     | Marius Petipa                  | Seleção Interna            | 14 de Março de 2013     |
| Eslovénia       | Patricija Crnkovič                               | Dimitrij Popovski              | Apresentação oficial       | 20 de Fevereiro de 2013 |
| Eslovénia       | Passion                                          | Dimitrij Popovski              | Apresentação oficial       | 20 de Fevereiro de 2013 |
| Noruega         | Julie Schartum Dokken                            | Julie Schartum Dokken          | Final Nacional             | 15 de Fevereiro de 2013 |
| Noruega         | Moment                                           | Julie Schartum Dokken          | Final Nacional             | 15 de Fevereiro de 2013 |
| Países Baixos   | Sedrig Verwoert                                  | Marco Gerris                   | De Jonge Danser            | 18 de Abril de 2013     |
| Países Baixos   | The 5th Element                                  | Marco Gerris                   | De Jonge Danser            | 18 de Abril de 2013     |
| Polónia         | Kristóf Szabó                                    | Katarzyna Kubalska             | Final Nacional             | 7 de Abril de 2013      |
| Polónia         | My Life and Love Might Still Go on in Your Heart | Katarzyna Kubalska             | Final Nacional             | 7 de Abril de 2013      |
| República Checa | Adéla Abdul Khalegová                            | Adéla Abdul Khalegová          | Final Nacional             | 5 de Abril de 2013      |
| República Checa | Love Under Pressure                              | Adéla Abdul Khalegová          | Final Nacional             | 5 de Abril de 2013      |
| Suécia          | Stephanie Liekola Isla                           | Mauro Rojas                    | Seleção Interna com júris  | 1 de Março de 2013      |
| Suécia          | Entrapped                                        | Mauro Rojas                    | Seleção Interna com júris  | 1 de Março de 2013      |
| Ucrânia         | Nikita Vasylenko                                 | Tetyana Denysova               | So You Think You Can Dance | 15 de Março de 2013     |
| Ucrânia         | The Legend of Spartacus                          | Tetyana Denysova               | So You Think You Can Dance | 15 de Março de 2013     |

## Participantes
| #   | País            | Participante(s)        | Dança                                               | Resultado  |
| --- | --------------- | ---------------------- | --------------------------------------------------- | ---------- |
| 1º  | Arménia         | Vahagn Margaryan       | "Blind Alley"                                       | Não Passou |
| 2º  | Bielorrússia    | Yana Shtangey          | "Esmeralda variation"                               | Não Passou |
| 3º  | Países Baixos   | Sedrig Verwoert        | "The 5th Element"                                   | Passou     |
| 4º  | Suécia          | Stephanie Liekola Isla | "Entrapped"                                         | Não Passou |
| 5º  | Ucrânia         | Nikita Vasylenko       | "The Legend of Spartacus"                           | Não Passou |
| 6º  | República Checa | Adéla Abdul Khalegová  | "Love Under Pressure"                               | Não Passou |
| 7º  | Polónia         | Kristóf Szabó          | "My Life and Love Might Still Go on in Your Heart"" | Não Passou |
| 8º  | Noruega         | Julie Schartum Dokken  | "Moment"                                            | Não Passou |
| 9º  | Eslovénia       | Patricija Crnkovič     | "Passion"                                           | Não Passou |
| 10º | Alemanha        | Felix Berning          | "Home"                                              | Passou     |

### Duelo Final
| #  | País          | Participante(s) | Dança             | Resultado |
| -- | ------------- | --------------- | ----------------- | --------- |
| 1º | Alemanha      | Felix Berning   | "Home"            | 2º        |
| 2º | Países Baixos | Sedrig Verwoert | "The 5th Element" | 1º        |